# São Miguel (São Tomé)
São Miguel é uma aldeia de São Tomé e Príncipe, localiza-se no Distrito de Lembá, ilha de São Tomé, próxima à localidade de Jou no Destrito de Caué.